# سولگونی

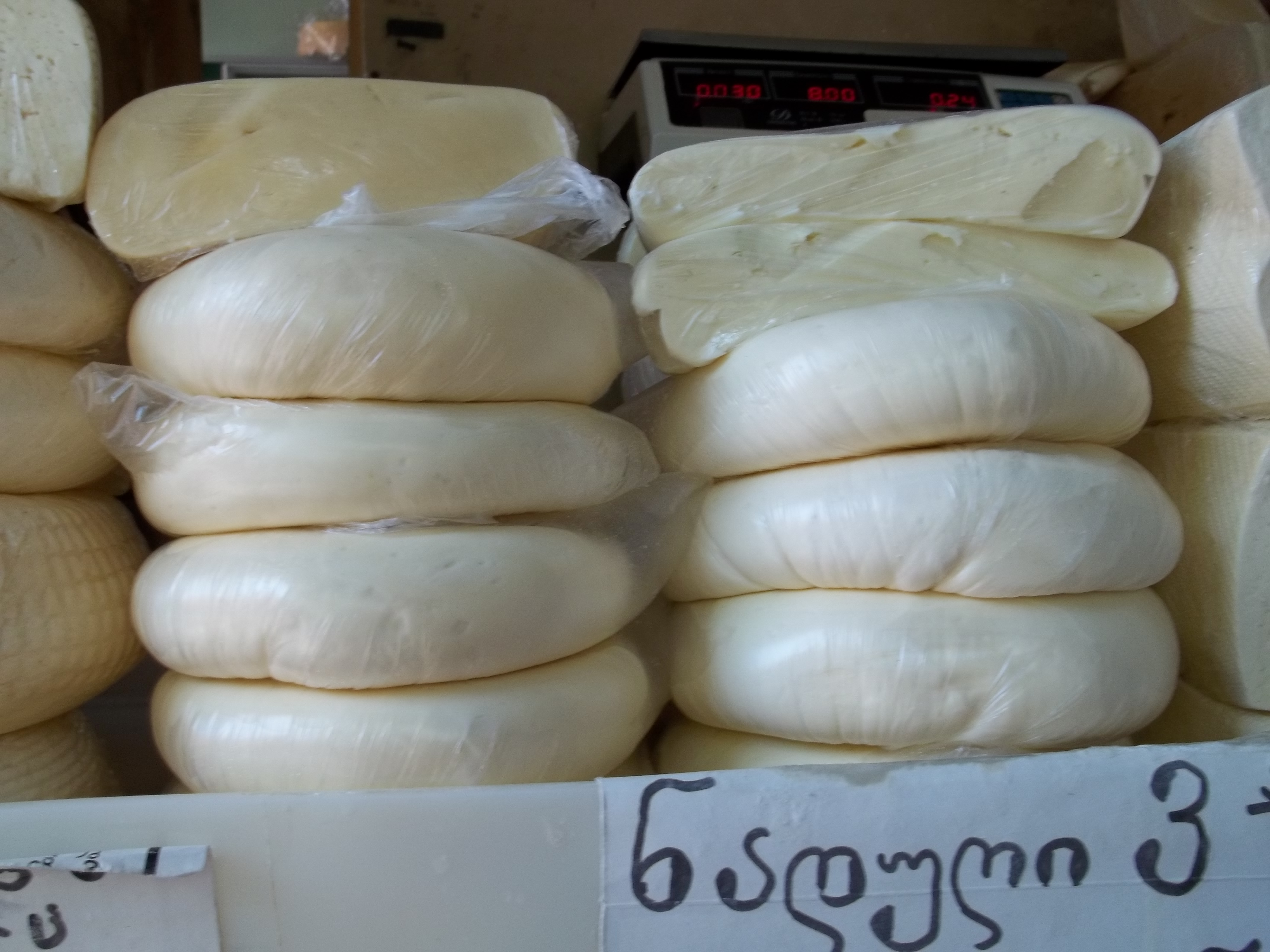
پنیر سولگونی

سولگونی (گرجی სულგუნი) یک پنیر آب شور سنتی گرجستانی است .
دارای رایحه ای تازه و ملایم و خمیر انعطاف پذیر و سفید است. طعم آن خامه ای و کمی شور است. در گرجستان در بازارهای میوه و تره بار و در آب نمک به فروش می رسد، اما هرچه مدت بیشتری در آب نمک باقی بماند تندتر و سفت تر می شود. در فروشگاه های مواد غذایی نیز به‌صورت سنتی و صنعتی می توان آنرا تهیه کرد. تهیه آن در گرجستان از شیر دودی (گرجی Sulguni schebolili ) و گاومیش ، گوسفند یا بز تهیه می شود.
سولگونی در اصل از منطقه سامگرلو در غرب گرجستان گرفته شده است. اکنون در قفقاز و روسیه نیز بعنوان پنیری محبوب مورد استفاده قرار می گیرد.
در گرجستان پنیر سرخ شده همراه با خاچاپوری یا لوبیو سرو می شود. برای سرخ کردن آن را به خلال های ضخیم برش داده ، با آرد غلیظ می کنیم و در یک تابه داغ با کره تفت می دهیم. وقتی صورتی رنگ شد ، با گوجه فرنگی تازه سرو می شود. در روسیه پس از کباب کردن اغلب با تخم مرغ تفت داده می شود و در فر پخته می شود.

## واژگان شناسی

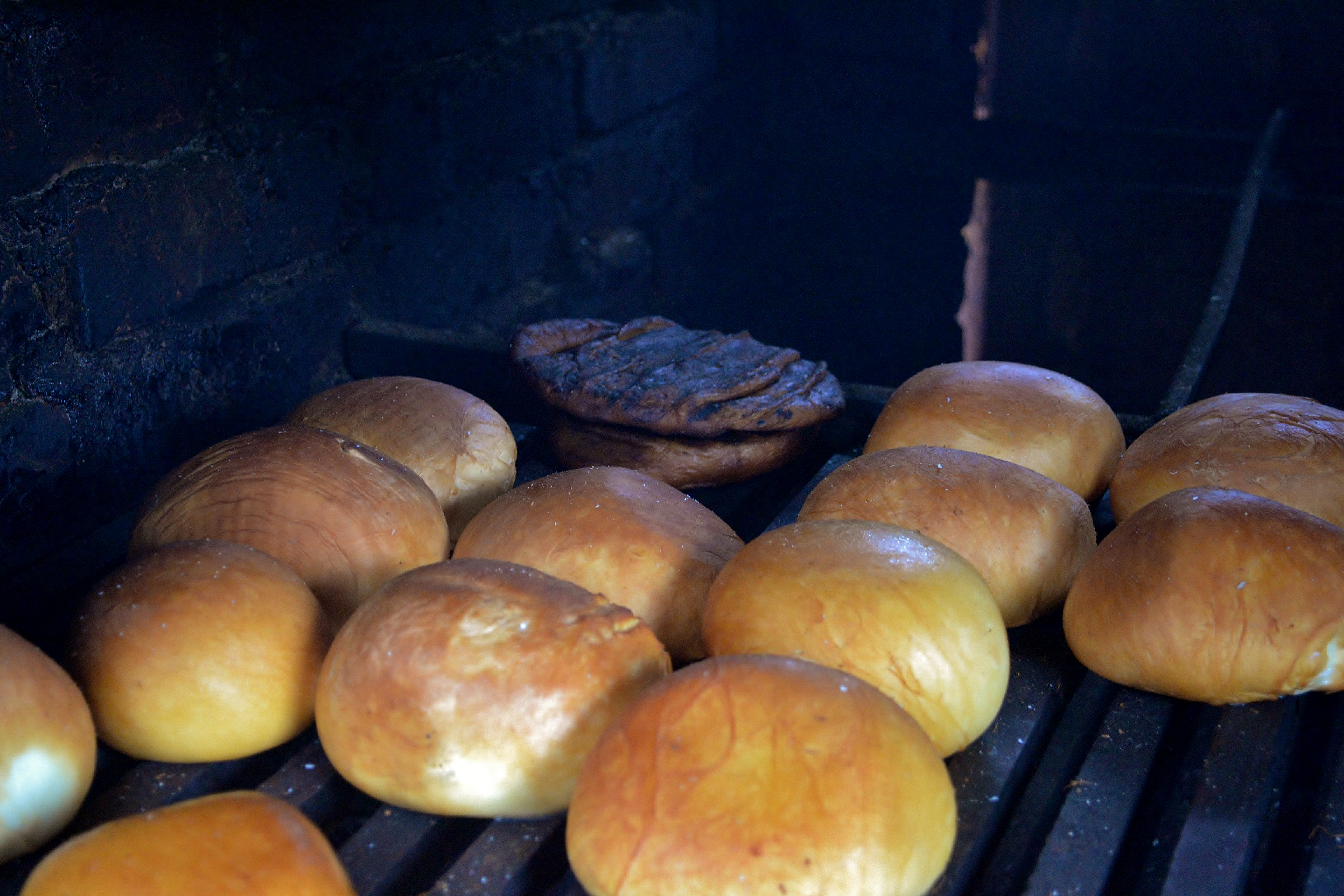
سولگونی دودی

این واژه می تواند از زبان ترکی تاتاری وام گرفته شده باشد. طبق دانشنامه افرون و بروک‌هاوس در ماوراء قفقاز نوعی پنیر ساخته شده از شیر با همین نام وجود داشته است. وام گیری این واژه از زبان ترکی را نمی توان رد کرد.
تفسیرهای دیگری نیز درباره این واژه وجود دارد. قسمت اول "سولوگ" ( اوستیایی ) - آب پنیر ( لیس ) ، قسمت دوم "گون" (اوستیایی ) - دارای ویژگی یک ویژگی است ، به عنوان مثال.   به عنوان مثال: "آموندگون" به معنای خوشبخت است. در گرجستانی انتهای واژه "ی" اضافه شده و به "سولوگونی" تکامل یافته است که معنای آب پنیر (شور) می دهد.

## لینک وب ها
- دستور العمل برای سولگونی تنوری (آلمانی)
- دستور تهیه سولگونی تنوری با تخم مرغ(آلمانی)
- دستور تهیه پنیر سولگونی (فارسی)